# キャプテン (戦列艦・3代)
キャプテン（HMS Captain）はウィリアム・ベートリー設計のカナダ級74門3等戦列艦。1787年1月26日にライムハウスで進水した。

## 艦歴
フランス革命戦争の初期、「キャプテン」は地中海艦隊に属しており、ナポレオン・ボナパルトが名を上げた1793年のトゥーロン攻囲戦（トゥーロンをフランス王党派が占領し、後に革命軍によって奪還された戦い）に占領部隊の1隻として参加した。1796年6月、ジョン・ジャーヴィス提督の命でホレーショ・ネルソン艦長が「アガメムノン」から転属した。ネルソンは、ナポレオンの北イタリア侵攻に対してリヴォルノ沖に配備された最初の戦隊の指揮を執った。また、9月にはコルシカからのイギリス部隊の撤退を統括した。
1797年2月、ネルソンはポルトガルの南西端であるサン・ヴィセンテ岬の西25マイル地点で、ジャーヴィス艦隊に合流し、そして2月14日にスペイン艦隊を撃破した。このサン・ビセンテ岬の海戦は、ジャーヴィスとネルソンの名を世に知らしめることとなり、ジャーヴィスはセント・ヴィンセント伯爵となり、ネルソンはそのイニシアティブと大胆さによってバス勲爵士に叙せられた。この戦いでネルソンは、そのままではスペインの主力艦を取り逃がすと判断するや、「キャプテン」を下手回しさせて戦列を外れ、はるかに大きなスペイン艦に攻撃を仕掛けた。「キャプテン」はスペインの旗艦、4層の甲板に136門の砲を備えた「サンティシマ・トリニダー」と交戦した。続いてスペイン艦「サン・ニコラス」（80門）と交戦したが、同艦はイギリス艦「エクセレント」の舷側砲火によって戦闘不能となると、スペイン艦「サン・ホセ」（112門）に衝突した。「キャプテン」もほとんど操艦不能に陥っていたが、ネルソンは艦を「サン・ニコラス」に横付けさせ、それに乗り込んだ。「サン・ニコラス」が降伏すると、ネルソンは部下にそれを通り越して「サン・ホセ」に乗り込むよう命令した。その結果として自艦より大きな2隻の敵艦を捕獲することになったこの戦闘は『1等艦捕獲のためのネルソン特許橋』としてネルソンの名声を不滅のものとした。
「キャプテン」はイギリス艦隊で最も長い間激戦の中にいたので、損害もまた艦隊で最も深刻だった。「キャプテン」は修理後に再就役し、1809年にマルティニークの占領作戦に参加した。1809年後半には港湾部隊に編入され、1813年、プリマス軍港で浮き船殻とする作業が進められているときに、失火で焼失した。